# The Girl of the Golden West (pel·lícula de 1915)
The Girl of the Golden West és una pel·lícula muda dirigida per Cecil B. DeMille i protagonitzada per Mabel Van Buren i Theodore Roberts. La pel·lícula fou la primera adaptació de l’obra teatral homònima de David Belasco que també fou la base de l’opera La fanciulla del West de Giacomo Puccini. Es va estrenar el 4 de gener de 1915. Amb un cost de 15.109,69 dòlars de l’època, va obtenir uns guanys de 102.224,46 dòlars, fent de DeMille l’actiu més important de la productora.

## Argument
La pel·lícula està ambientada a la minera de Cloudy durant la febre de l’or de Califòrnia. Una noia òrfena que hi regenta una taverna té molts pretendents però ella afavoreix el xèrif, Jack Rance, que en un avida anterior havia estat jugador a Nova Orleans. Un dia, Ramerrez, el famós cap d'una banda de bandits mexicans és ferit lleument durant un robatori i la noia li lliga la ferida amb la corda del seu capell. Per això, Ramerrez, que en realitat és home criat a la ciutat anomenat Johnson, s'absté de robar la seva taverna, on guarda amagat l'or dels miners, quan s'assabenta que n'és la propietària.
La noia dissuadeix Rance d'arrestar Ramerrez i accepta la seva invitació a sopar i passa la nit a la seva cabana a causa d'una tempesta de neu. L'endemà al matí, quan marxa, Rance el dispara a Ramerrez i el captura. La noia s'ofereixi a jugar a cartes amb Rance per la llibertat de Ramerrez, amb el benentès que, si perd, Rance la guanyarà. La noia guanya fent trampes i després que quedi lliure el cuida fins a guarir-lo. Més tard torna a ser capturat i és a punt de ser penjat quan la Noia explica als habitants la història del joc de cartes i aconsegueix la seva llibertat. Rance es converteix en un borratxo i la noia marxa de la ciutat amb Ramerrez per començar una nova vida.

## Repartiment
- Mabel Van Buren (la noia
- Theodore Roberts (Jack Rance)
- House Peters Sr. (Ramerrez)
- Anita King (Wowkle)
- Sydney Deane (Sidney Duck)
- William Elmer (Ashby)
- Jeanie MacPherson (Nina)
- Raymond Hatton (Castro)
- Richard L'Estrange (Senor Slim)
- Tex Driscoll (Nick, el cambrer)
- Artie Ortego (Antonio)
- John Oretgo (conductor de diligència)
- James Griswold (guarda)
- Edwin Harley (vell joglar)